# Бютштедт
Бютштедт (нем. Büttstedt) — община в Германии, в земле Тюрингия.
Входит в состав района Айхсфельд. Подчиняется управлению Вестервальд-Оберайксфельд. Население составляет 913 человек (на 31 декабря 2010 года). Занимает площадь 7,53 км².